# Chelypus eberlanzi
Chelypus eberlanzi är en spindeldjursart som beskrevs av Roewer 1941. Chelypus eberlanzi ingår i släktet Chelypus och familjen Hexisopodidae. Inga underarter finns listade i Catalogue of Life.